# Kościół Wszystkich Świętych w Kąkolewie
Kościół Wszystkich Świętych w Kąkolewie – rzymskokatolicki kościół parafialny należący do parafii pod tym samym wezwaniem (dekanat rydzyński archidiecezji poznańskiej).
Oryginalnie była to murowana świątynia wzniesiona w 1500 roku w stylu późnogotyckim. Następnie była wielokrotnie przebudowywana. Sędziwy wiek świątyni świadczy o tym, że mieszają się w niej różne style. Obecnie jest to budowla w stylu barokowo-klasycystycznym wybudowana z wykorzystaniem późnogotyckich murów. W kościele znajdują się trzy ołtarze. W ołtarzu głównym znajduje się duży obraz Świętych Obcowania namalowany w XVIII wieku. Tabernakulum ozdobione rzeźbami dwóch aniołków zostało wykonane w drugiej połowie XVII wieku. Na uwagę zasługują również inne elementy wyposażenia: krucyfiks w kruchcie – w stylu barokowym, wykonany na przełomie XVII i XVIII wieku, krucyfiks procesyjny w stylu rokokowym, wykonany w XVIII wieku, rzeźba Chrystusa zmartwychwstałego w stylu barokowo-ludowym. Obok świątyni stoi pomnik poświęcony powstańcom wielkopolskim z Kąkolewa, natomiast na murze kościelnym są umieszczone trzy tablice z nazwiskami ofiar II wojny światowej.